# Эскадренные миноносцы типа «Мурасамэ» (1958)
Эскадренные миноносцы типа «Мурасамэ» (яп. むらさめ型護衛艦 мурасамэ-ката-гоэйкан, «короткий сильный ливень») — серия японских эскадренных миноносцев 1950-х годов. Были созданы для обеспечения ПВО и вооружались 127-мм орудиями модели Mk.39 производства США, которые в тот период были демонтированы с авианосцев типа «Мидуэй». Всего в 1957—1959 годах было построено три корабля этого типа. В 1975 и 1979 годах два из них, «Мурасамэ» и «Харусамэ», были модернизированы, получив более современное противолодочное вооружение. В 1984—1985 годах все эсминцы типа «Мурасамэ» были превращены во вспомогательные суда, прежде чем быть окончательно списанными в 1987—1989 годах

## Представители
| Название                                    | Номер          | Судоверфь                  | Закладка        | Спуск на воду | Вступление в строй | Судьба                                          |
| ------------------------------------------- | -------------- | -------------------------- | --------------- | ------------- | ------------------ | ----------------------------------------------- |
| Мурасамэ (яп. 村雨 короткий сильный ливень) | DDA 107 DD 107 | Мицубиси — Зосэн, Нагасаки | 16 декабря 1957 | 31 июля 1958  | 31 марта 1959      | опытовое судно с 1984, списан 23 марта 1988     |
| Юдати (яп. 夕立 вечерний внезапный дождь)   | DDA 108 DD 108 | Ishikawawjima, Токио       | 16 декабря 1957 | 31 июля 1958  | 16 марта 1959      | вспомогательное судно с 1984, списан в 1987     |
| Харусамэ (яп. 春雨 мелкий весенний дождь)   | DDA 109 DD 109 | Uraga, Йокосука            | 17 июня 1958    | 18 июня 1959  | 15 декабря 1959    | вспомогательное судно с 1985, списан в мае 1989 |